# جاريد لي لوغنر
جاريد لي لوغنر (/ˈlɒfnər/؛ مواليد 10 سبتمبر 1988) هو قاتل جماعي أمريكي أقر بالذنب في 19 تهمة بالقتل ومحاولة القتل فيما يتعلق بإطلاق النار في 8 يناير 2011 في توسان، حيث أطلق النار على النائبة الأمريكية غابي جيفوردز وأصابها بجروح خطيرة، وقتل ستة أشخاص، بما في ذلك رئيس قضاة المحكمة الجزئية الأمريكية جون رول، وغابي زيمرمان، أحد أعضاء طاقم جيفوردز، وفتاة تبلغ من العمر 9 سنوات، كريستينا تايلور جرين. أطلق لوغنر النار وأصاب ما مجموعه 13 شخصًا، بما في ذلك رجل أصيب أثناء إخضاعه.
يقول معارف لوغنر إن شخصيته تغيرت بشكل ملحوظ في السنوات التي سبقت إطلاق النار، وهي الفترة التي كان خلالها يتعاطى الكحول والمخدرات. وقد تم إيقافه عن الدراسة في كلية بيما كوميونيتي في سبتمبر 2010 بسبب سلوكه الغريب واضطراباته في الفصول الدراسية والمكتبة. وبعد اعتقاله، شخصت حالته طبيتان بالفصام البارانويدي وحكمتا عليه بأنه غير مؤهل للمحاكمة. وتم وضعه على الأدوية أثناء وجوده في السجن، كجزء من علاجه. وحكم عليه مرة أخرى بأنه غير مؤهل في مايو 2012.
في أغسطس 2012، حُكِم على لوغنر بأنه مؤهل للمحاكمة، وفي جلسة الاستماع، أقر بالذنب في 19 تهمة. وفي نوفمبر 2012، حُكِم عليه بالسجن مدى الحياة بالإضافة إلى 140 عامًا في سجن فيدرالي.

## الخلفية
جاريد لي لوغنر هو الطفل الوحيد لراندي وأيمي (اسم الولادة توتمان) لوغنر. وصفهم أحد الجيران بأنهم عائلة خاصة جدًا. عملت إيمي لوغنر في إدارة حدائق مقاطعة بيما كخبيرة في البستنة. كان راندي لوغنر سائق شاحنة بنزين متقاعدًا، لكن الصحفيين لم يحددوا ما إذا كان يعمل خارج المنزل وقت إطلاق النار. بينما كان لوغنر لديه أصدقاء في المدرسة الثانوية، لاحظ الجيران أنه في السنوات التالية، كان أكثر انطواءً على نفسه ونادرًا ما تحدث إلى الآخرين.

### تغيير السلوك
التحق لوغنر بمدرسة ماونتن فيو الثانوية في توسان، أريزونا، وترك الدراسة في عام 2006. وفي ذلك الوقت تقريبًا، عندما كان يبلغ من العمر حوالي ثمانية عشر عامًا، لاحظ من عرفوه تغيرًا في شخصيته. قالت كيلسي هوكس، التي واعدت لوغنر لعدة أشهر في المدرسة الثانوية، لاحقًا إنها صُدمت بعد سماعها باعتقاله. قالت هوكس، التي كانت تبلغ من العمر 21 عامًا في ذلك الوقت وكانت طالبة في جامعة أريزونا آنذاك: «لطالما عرفته باسم جاريد اللطيف والمهتم».
صرحت تونغ شان، زميلة لوغنر السابقة وصديقته، أن آخر لقاء لها مع لوغنر كان في أكتوبر 2010، بعد إيقافه عن الدراسة وتركه الكلية وقبل شرائه المسدس شبه الأوتوماتيكي المستخدم في إطلاق النار. وقالت إنه على الرغم من أن لوغنر كان «مناهضًا للحكومة»، إلا أنه لم يظهر عنيفًا أبدًا، ولم يذكر خططه لشراء سلاح.
في مرحلة ما، طُرد لوغنر من وظيفته في مطعم كويزنوز، وقال مديره إنه خضع لتحول في شخصيته. بعد ذلك، تطوع لوغنر لفترة وجيزة في ملجأ محلي للحيوانات، حيث كان يمشي الكلاب، ولكن في النهاية طُلب منه عدم العودة. قال مدير الملجأ لاحقًا، «كان يمشي الكلاب في منطقة لا نريد أن تمشي فيها الكلاب... لم يفهم أو يستوعب ما كان المشرف يحاول إخباره به. كان يقاوم هذه المعلومات فقط».
وفقًا لسجلات المحكمة، كان لدى لوغنر جريمتان سابقتان: في أكتوبر 2007، تم استدعاؤه في مقاطعة بيما بتهمة حيازة أدوات المخدرات وفي 13 أكتوبر 2008، تم اتهامه بعد تشويه لافتة شارع في مارانا، بالقرب من توسان (وهي التهمة التي تم إسقاطها بعد الانتهاء من برنامج التحويل في مارس 2009). أشار تقرير الشرطة إلى أنه رسم سي إكس منمقًا، والذي قال لوغنر إنه رموز مسيحية.

#### تعاطي المواد
أشار زاك أوسلر، زميل لوغنر في المدرسة الثانوية وأقرب أصدقائه، إلى أن حياة لوغنر بدأت في الانهيار بعد انفصال صديقته في المدرسة الثانوية عنه. بدأ في تعاطي الكحول والمخدرات الأخرى، بما في ذلك القنب (المرجوانا)، والكوكايين، والفطر المخدر، وثنائي إيثيل أميد حمض الليسرجيك، وقصعين الكهان (مادة مهلوسة قانونية في ولاية أريزونا).
تتذكر زميلته السابقة كايتي باركر لوغنر بأنه كان «مدمنًا للمرجوانا». لوغنر لديه تاريخ في تعاطي المخدرات، حيث تم القبض عليه في سبتمبر 2007 بتهمة حيازة الماريجوانا وأدوات تعاطي المخدرات. تتذكر باركر في أوائل عام 2011: «لم أره شخصيًا منذ عام 2007. أستعيد ذكرياتي [كشابة] في سن 14–19 عامًا... من يدري ما إذا كان أي منا يعرف على وجه اليقين ما نحن عليه الآن؟»
بعد صراع مع المخدرات لأكثر من عامين، تخلى لوغنر عن الكحول والتبغ والمخدرات الترفيهية في أواخر عام 2008 ولم يستخدمها منذ ذلك الحين، وفقًا لأحد أصدقائه القدامى. أكد الجيش الأمريكي أن لوغنر قد رُفض باعتباره «غير مؤهل» للخدمة في عام 2008. وفقًا لمصادر عسكرية، اعترف لوغنر باستخدام الماريجوانا في مناسبات عديدة أثناء عملية التقديم.
في الأشهر التي سبقت إطلاق النار، أصبح والدا لوغنر منزعجين بشكل متزايد من سلوك ابنهما؛ في مرحلة ما، لجأوا إلى تعطيل سيارته كل ليلة لإبقائه في المنزل. في إحدى المرات، صادر والده بندقيته وحثه كلا الوالدين على الحصول على مساعدة نفسية. أصبح لوغنر أيضًا مهووسًا بالسيطرة على ما اعتبره أحلامًا واضحة.

#### الإيقاف عن الدراسة بالكلية

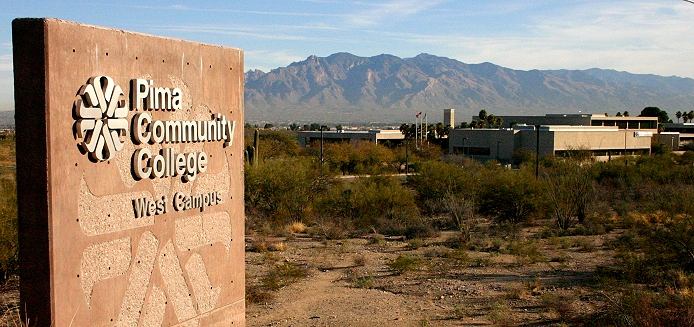
انسحب لوغنر من كلية بيما للمجتمع بعد أن طُلب منه الحصول على تصريح للصحة العقلية.

من فبراير إلى سبتمبر 2010، بينما كان طالبًا في كلية بيما المجتمعية، كان لدى لوغنر خمس اتصالات بشرطة الحرم الجامعي بسبب تعطيل الفصول الدراسية والمكتبة. اشتكى بعض مدرسيه إلى الإدارة من تعطيله وسلوكه الغريب، حيث اعتقدوا أنه علامة على مرض عقلي وخافوا مما قد يفعله. في 29 سبتمبر 2010، اكتشفت شرطة الكلية أيضًا مقطع فيديو على يوتيوب صوره لوغنر، حيث ذكر تعليقه المنطوق أن الكلية غير قانونية وفقًا لدستور الولايات المتحدة. ووصف مدرسته بأنها «واحدة من أكبر عمليات الاحتيال في أمريكا».
قررت الكلية تعليق لوغنر وأرسلت خطابًا إلى والديه للتشاور معهم ومعه معًا. أخبرت الكلية لوغنر أنه إذا أراد العودة، فعليه حل انتهاكاته لقواعد السلوك والحصول على تصريح للصحة العقلية (مما يشير، في رأي أحد أخصائيي الصحة العقلية، إلى أن وجوده لا يشكل خطرًا على نفسه أو على الآخرين). في 4 أكتوبر، التقى لوغنر ووالديه بمسؤولي الحرم الجامعي وأشار لوغنر إلى أنه سينسحب من الكلية. خلال فترة لوغنر في بيما، قالت زميلة في الفصل إنها كانت قلقة من أنه قد يرتكب إطلاق نار في المدرسة. ادعى أحد مدرسيه وجود شكوك مماثلة بعد إطلاق النار في توسان.[بحاجة لمصدر] لم يخضع أبدًا لتقييم الصحة العقلية ولم يعد إلى الكلية.
تذكر العديد من زملاء الدراسة في الكلية حادثة سخر فيها لوغنر، أثناء مناقشة في الفصل، من امرأة شابة كانت تصف إجهاضها وضحك عليها. وصف أحد زملاء الدراسة رد فعل لوغنر بأنه «غير لائق تمامًا». «بدأ (لوغنر) في الإدلاء بتعليقات حول الإرهاب والضحك على قتل الطفل»، كما يتذكر زميل الدراسة السابق دون كورو لشبكة إيه بي سي نيوز. كما تذكر زميلة أخرى في الدراسة، ليديان علي، أن «فتاة كتبت قصيدة عن الإجهاض. كانت قصيدة عاطفية للغاية وكانت عيناها تدمعان وقال شيئًا عن ربط قنبلة بالجنين وصنع قنبلة طفل منها».

## الآراء المعبر عنها

### آراء حول السياسة
تظهر السجلات أن لوغنر كان مسجلاً كمرشح مستقل وصوت في عامي 2006 و2008، ولكن ليس في عام 2010.
قال صديق لوغنر في المدرسة الثانوية زاك أوسلر: «لم يكن يشاهد التلفاز؛ كان يكره الأخبار؛ لم يستمع إلى الراديو السياسي؛ لم ينحاز لأي طرف؛ لم يكن يميل لليسار؛ ولم يكن يميل لليمين». وفقًا لصديق سابق، برايس تيرني، فقد أعرب لوغنر عن كرهه القديم غابي جيفوردز. يتذكر تيرني أن لوغنر كان يقول كثيرًا إن النساء لا ينبغي أن يشغلن مناصب السلطة. لقد سخر مرارًا وتكرارًا من جيفوردز ووصفها بأنها «مزيفة». وقد اشتد هذا الاعتقاد بعد أن حضر حدثها في 25 أغسطس 2007، عندما لم تجب، في رأيه، على سؤاله بشكل كافٍ: «ما هي الحكومة إذا كانت الكلمات لا معنى لها؟» احتفظ لوغنر برسالة جيفوردز النموذجية، التي شكرته على حضور حدث 2007، في نفس الصندوق مع مظروف مكتوب عليه عبارات مثل «موتي أيتها العاهرة» و«تم وضع خطط الاغتيال». وفي وقت لاحق، قال صديقه زين جوتيريز لصحيفة نيويورك تايمز إن غضب لوغنر كان «يتصاعد أيضًا عند رؤية الرئيس جورج بوش الابن، أو عند مناقشة ما اعتبره مخططات شريرة للحكومة».

### نظريات المؤامرة
لاحظ صديقه زاك أوسلر أن نظريات المؤامرة كان لها تأثير عميق على لوغنر. كان عضوًا في منتدى إنترنت فوق السرية التامة، التي تناقش نظريات المؤامرة؛ لم يستجب أعضاء الموقع بحرارة للمنشورات التي يُعتقد أنها من حسابه. تبنى لوغنر نظريات المؤامرة حول هجمات 11 سبتمبر، والنظام العالمي الجديد، وكان يؤمن بنهاية العالم في عام 2012، من بين وجهات نظر مثيرة للجدل أخرى.
في أعقاب إطلاق النار، راجعت رابطة مكافحة التشهير الرسائل التي كتبها لوغنر، وخلصت إلى وجود «موضوع غير مترابط يمر عبر كتابات لوغنر»، وهو «عدم الثقة في الحكومة ونفورها». وقد «تجلى ذلك الموضوع بطرق مختلفة» – على سبيل المثال، في الاعتقاد بأن الحكومة استخدمت السيطرة على اللغة والقواعد النحوية لغسل أدمغة الناس، أو فكرة أن الحكومة كانت تخلق «عملة لا نهائية» بدون دعم الذهب والفضة، أو التأكيد على أن وكالة ناسا كانت تزيف رحلات الفضاء. قال بعض الأشخاص الذين يدرسون الجماعات المسلحة اليمينية وأولئك الذين ينحازون إلى ما يسمى حركة باتريوت إن تعليقات السيد لوغنر حول مواضيع مثل العملة الأمريكية والدستور، والتي نشرها على الإنترنت في مقاطع فيديو مختلفة، كانت متشابهة بشكل لافت للنظر في اللغة والنبرة مع أصوات الزوايا الأكثر جنونًا وتطرفًا على الإنترنت.

### آراء حول الدين
تكهن الصحفيون بأن لوغنر كان معاديًا للسامية بسبب هجومه على النائبة جيفوردز، وهي يهودية، لكن تحليل رابطة مكافحة التشهير للرسائل التي كتبها لوغنر وجد أنه كان لديه كراهية أكثر عمومية للدين والحكومة. وأشار تقرير للشرطة إلى أنه تم القبض عليه سابقًا وهو يرسم رسومات على الجدران مرتبطة بجماعات مسيحية مناهضة للإجهاض.
على عكس الشائعات التي انتشرت في ذلك الوقت، لم يكن لوغنر يهوديًا في الواقع. وفيما يتعلق بالممارسة، وُصف لوغنر بأنه معادٍ للألوهية من قبل أولئك الذين عرفوه. رفض لوغنر ذكر ديانته في طلب الالتحاق بالجيش. في مقطع الفيديو «أفكار أخيرة»، قال لوغنر، «لا، أنا لا أثق في الله!»، في إشارة إلى الشعار الوطني للولايات المتحدة المطبوع على العملات المعدنية والورقية، «نحن نثق في الله». أعرب عن كراهيته لجميع الأديان، وكان ينتقد المسيحيين بشكل خاص.

## إطلاق النار في توسان

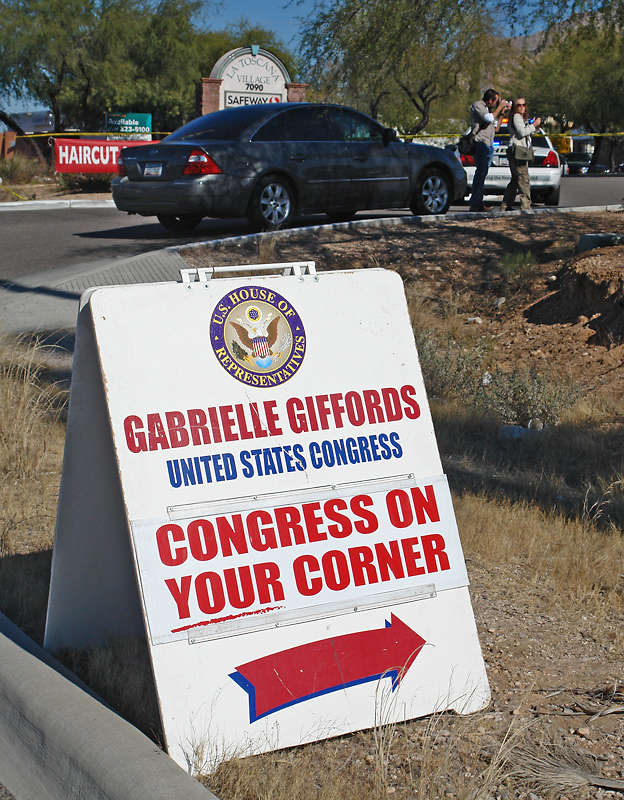
علامة على جانب الطريق في مكان الحادث يوم إطلاق النار.

### التحضير
يُزعم أن لوغنر اشترى مسدس جلوك عيار 9 ملم المستخدم في إطلاق النار من مستودع رياضي في توسان في 30 نوفمبر 2010. في الليلة التي سبقت إطلاق النار، في الساعة 2:05 صباحًا، ترك رسالة على البريد الصوتي لصديق يقول فيها، «مرحبًا يا رجل، أنا جاريد. لقد قضينا أنا وأنت أوقاتًا ممتعة. السلام عليكم. لاحقًا.» في منشور على ماي سبيس في صباح يوم إطلاق النار في الساعة 4:12 صباحًا، كتب، «وداعًا أيها الأصدقاء. من فضلكم لا تغضبوا مني. معدل الإلمام بالقراءة والكتابة أقل من 5%. لم أتحدث إلى شخص واحد متعلم. أريد أن أخرج منها على قيد الحياة. أطول حرب في تاريخ الولايات المتحدة. وداعًا. أنا حزين على العملة الحالية وفرص العمل. كان لدي متنمر في المدرسة. شكرا لك. ملاحظة: – التمسوا العذر الخامس!»
أظهرت صفحة ماي سبيس صورة مقربة لمسدس يجلس فوق مستند بعنوان «تاريخ الولايات المتحدة».

### الهجوم
في 8 يناير 2011، الساعة 7:04 صباحًا بتوقيت المنطقة الزمنية الجبلية، ذهب لوغنر إلى متجر وول مارت بالقرب من مركز فوت هيلز للتسوق لشراء ذخيرة، لكنه غادر المتجر وأكمل عملية الشراء في وول مارت على طريق نورث كورتارو في الساعة 7:28 صباحًا. أوقفه ضابط إدارة صيد الأسماك في ولاية أريزونا ألين إدوارد فورني في الساعة 7:34 صباحًا لتجاوزه إشارة حمراء، ولكن بمجرد أن قرر الضابط عدم وجود أوامر اعتقال معلقة ضد لوغنر، سُمح له بالمضي قدمًا إلى وجهته مع تحذيره بالقيادة بحذر. استقل لوغنر سيارة أجرة إلى موقع سوبر ماركت سيفوي في كاساس أدوبز، حيث كان النائب جيفوردز يعقد اجتماعًا للناخبين. وقع إطلاق النار في الساعة 10:10 صباحًا بتوقيت المنطقة الزمنية الجبلية.
أطلق لوغنر النار على جيفوردز من مسافة قريبة، فأصابها بالإضافة إلى العديد من المارة، مما أسفر عن مقتل ستة أشخاص. كما أصيب ثلاثة عشر شخصًا آخرين بطلقات نارية، وأصيب شخص واحد أثناء فراره من مكان إطلاق النار. أما جيفوردز، التي كانت الهدف الواضح للهجوم، فقد أصيبت برصاصة في رأسها وأصيبت بجروح خطيرة.

## الاعتقال والإجراءات القانونية

### الاعتقال
أوقف المارة لوغنر وألقت الشرطة القبض عليه، قائلاً: «أطالب بالعقوبة الخامسة»، أثناء احتجازه. تم نشر صورة التقطتها وحدة الطب الشرعي التابعة لمكتب عمدة مقاطعة بيما لوسائل الإعلام في 10 يناير 2011 ونشرت على الصفحات الأولى في جميع أنحاء البلاد. وصفت صحيفة واشنطن بوست تعبير لوغنر في الصورة بأنه «مبتسم ومخيف، مع عيون غائرة مشتعلة»، بينما قال المدير الفني لصحيفة نيويورك تايمز إن الصورة ظهرت على الصفحة الأولى لأنها «كانت صورة اليوم [...] كانت مكثفة وملفتة للنظر. لقد دعتك إلى النظر والدراسة والتساؤل».

### التهم والسجن
وجهت المحكمة الفيدرالية إلى لوغنر تهمة واحدة بمحاولة اغتيال أحد أعضاء الكونغرس، وتهمتين بقتل موظف فيدرالي (مساعد جيفوردز والقاضي رول)، وتهمتين بمحاولة قتل موظف فيدرالي، بناءً على إصابته لاثنين من مساعدي جيفوردز. وقد وجهت إليه ثلاث تهم في 19 يناير 2011. احتُجز لوغنر دون كفالة في مؤسسة الإصلاح الفيدرالية في فينيكس، وظل معزولًا عن السجناء الآخرين لمدة 23 ساعة في اليوم وسُمح له بالخروج من زنزانته لمدة ساعة واحدة في اليوم للاستحمام وممارسة الرياضة. في 24 فبراير 2011، نُقل إلى سجن الولايات المتحدة في توسان.
تم تعيين المحامية جودي كلارك، المدافعة العامة الفيدرالية السابقة التي مثلت في الماضي المشتبه بهم في العديد من قضايا القتل والإرهاب البارزة، لتمثيل لوغنر في المحكمة الفيدرالية. امتنع القضاء الفيدرالي بأكمله في أريزونا عن الاستماع إلى القضية بسبب علاقاتهم بالقاضي جون رول، الذي قُتل. عارض المدعون الفيدراليون طلبات نقل القضية خارج أريزونا بسبب الدعاية قبل المحاكمة. بتوجيه من رئيس محكمة الاستئناف في الدائرة التاسعة القاضي كوزينسكي، تم تكليف لاري ألان بورنس، وهو قاضٍ مقيم في سان دييغو من المنطقة الجنوبية من كاليفورنيا، بالقضية الفيدرالية.
أعلن المدعون العامون الذين يمثلون ولاية أريزونا، والتي تتمتع بالاختصاص القضائي المشترك في هذه القضية، أنهم يعتزمون رفع تهم القتل ومحاولة القتل نيابة عن الضحايا الذين لم يكونوا أعضاء في الكونجرس أو موظفين فيدراليين (على الرغم من أنه يمكنهم قانونًا رفع التهم نيابة عن جميع الضحايا، وفقًا لتقديرهم). عادةً ما يكون لدى المدعين العامين في ولاية أريزونا عشرة أيام من وقت وضع المشتبه به في الحجز لتقديم التهم، لكن الوقت الذي يقضيه في الحجز الفيدرالي لا يُحتسب ضمن هذا القيد. لا يسمح قانون أريزونا بحكم «غير مذنب بسبب الجنون»، ولكنه يسمح بحكم «مذنب ولكنه مجنون».

### المرافعة الأولية والتهم الإضافية
في 24 يناير 2011، ظهر لوغنر في محكمة ساندرا داي أوكونور الأمريكية في فينيكس، أمام القاضي لاري ألان بورنس من سان دييغو. ابتسم لوغنر، الذي نما شعره جزئيًا منذ اعتقاله، عندما عُرضت عليه التهم المتعلقة بإطلاق النار، بما في ذلك محاولة قتل جيفوردز واثنين من مساعديها. طلبت محامية لوغنر، جودي كلارك، من القاضية بيرنز تقديم التماس نيابة عن موكلها، والذي سُجل فيه إقرار بالبراءة. عندما سألت بيرنز كلارك عما إذا كان لوغنر يفهم التهم الموجهة إليه، أجابت بأنهم «لم يثيروا هذه المسألة» في ذلك الوقت. لم تعترض على طلب من المدعين العامين بنقل جلسات الاستماع المستقبلية إلى توسان. في 3 مارس 2011، وجهت هيئة محلفين كبرى فيدرالية تهمًا إضافية إلى لوغنر بالقتل ومحاولة القتل بإجمالي 49 تهمة. في 9 مارس 2011، دفع لوغنر ببراءته من جميع التهم الـ49 الموجهة إليه.

### العلاقة مع المحامين
في 25 مايو 2011، صرح القاضي بيرنز، «لقد تلقيت بعض الرسائل التي تعلن عن وجود بعض الصراعات مع محاميه... وأعتزم تقديمها في هذا الوقت. في هذه المرحلة التي يستعيد فيها كفاءته، إذا أراد إثارة مسألة المحامي، فيمكنه تجديدها حينئذٍ.» قام القاضي بإخفاء الرسائل من سجل المحكمة.

### الإجراءات الطبية القانونية
في 25 مايو 2011، حكم القاضي بيرنز بأن لوغنر غير مؤهل للمحاكمة، بناءً على تقييمين طبيين. تم تعليق إجراءات المحكمة بينما كان لوغنر، الذي تم تشخيصه بالفصام البارانويدي، يتلقى العلاج النفسي في الجناح النفسي للمركز الطبي الأمريكي للسجناء الفيدراليين في سبرينغفيلد بولاية ميزوري. كان من المقرر أن يظهر أمام المحكمة في 21 سبتمبر 2011، لكن الجلسة تأجلت حتى 28 سبتمبر 2011، عندما راجع القاضي ما إذا كان يمكنه فهم التهم الموجهة إليه ويمكنه المساعدة في دفاعه. (اعترض محامو لوغنر دون جدوى على ظهوره في الجلسة).
تسبب لوغنر في تعطيل جلسة المحكمة باندفاعه، وتم حمله خارج قاعة المحكمة. ووفقًا لصحيفة نيويورك تايمز، اعتقد لوغنر أنه نجح في قتل جيفوردز، واشتبك مع محاميته عندما أبلغته أن عضو الكونجرس قد نجت. وقد حُكم عليه بأنه لا يزال غير مؤهل للمحاكمة بعد التقييمات الطبية وجلسة الاستماع في مايو 2011.

#### أحكام الدواء القسري
في 26 يونيو 2011، حكم القاضي بيرنز بأن أطباء السجن يمكنهم إعطاء لوغنر أدوية مضادة للذهان قسراً من أجل علاجه لاستعادة كفاءته للمحاكمة، ولكن في 12 يوليو 2011، قضت لجنة الاستئناف الفيدرالية المكونة من ثلاثة قضاة من الدائرة التاسعة بأن لوغنر يمكنه رفض الأدوية المضادة للذهان، لأنه «لم يُدان بارتكاب جريمة، ويُفترض أنه بريء وبالتالي يحق له الحصول على حماية دستورية أكبر من السجين المدان». ومع ذلك، ذكر الحكم أنه «لا يمنع سلطات السجن من اتخاذ تدابير أخرى للحفاظ على سلامة موظفي السجن والسجناء الآخرين ولوغنر نفسه، بما في ذلك الإدارة القسرية للمهدئات».
بعد أسبوع من صدور الحكم، استأنفت السلطات الطبية بالسجن علاج لوغنر قسرًا باستخدام عقار ريسبيريدون المضاد للذهان، مستشهدة هذه المرة بقضية واشنطن ضد هاربر [الإنجليزية] ومصرحة بأن الغرض من العلاج هو الحاجة إلى السيطرة على الخطر الذي يشكله على نفسه وعلى الآخرين في السجن، بدلاً من جعله لائقًا للمحاكمة. قدم فريق الدفاع عن لوغنر التماسًا طارئًا إلى محكمة الاستئناف الأمريكية للدائرة التاسعة، زاعمًا أن هذا العلاج ينتهك حكمهم ويسعى إلى الحصول على أمر قضائي فوري بوقف العلاج. رفضت المحكمة طلب الأمر القضائي، مما سمح باستمرار العلاج في انتظار جلسة استماع كاملة في الأمر. بدأت المرافعات في 30 أغسطس بشأن قانونية هذا العلاج. في مارس 2012، رفضت محكمة الاستئناف الفيدرالية طلبًا من محامي لوغنر بوقف دوائه القسري.
في 24 مايو 2012، أمر قاضٍ فيدرالي بعقد جلسة استماع لتحديد الأهلية في 27 يونيو (تم تأجيلها لاحقًا إلى 7 أغسطس) لتحديد مدى لياقة لوغنر العقلية للمحاكمة. وظل في مستشفى سجن فيدرالي في ميسوري في انتظار تقديم إقراره بالذنب. تم رفض طلب من محامي لوغنر لإعادة الاستماع إلى الحجج بشأن الأدوية القسرية في 5 يونيو 2012.

### الإقرار بالذنب والحكم
في 7 أغسطس 2012، وجد القاضي بيرنز أن لوغنر مؤهل للمحاكمة بناءً على التقييمات الطبية. أقر لوغنر بالذنب في 19 تهمة في جلسة الاستماع، مما جنبه عقوبة الإعدام. بدأت الجلسة باستماع لوغنر إلى شهادة من كريستينا بييتز، طبيبة النفس الشرعية للوغنر، والتي شهدت أنه أظهر أعراض اكتئاب في عام 2006 وتم تشخيصه رسميًا بالفصام في عام 2011. قالت بييتز إنها تعتقد أنه بعد إعطائه الأدوية بالقوة لأكثر من عام، أعرب لوغنر عن ندمه وكان فردًا متغيرًا. وقالت إنه مؤهل للمحاكمة ووافق على الإقرار بالذنب. تم تحديد الحكم في 15 نوفمبر 2012، الساعة 10 صباحًا بالتوقيت المحلي. لا يمكن أن يشمل الحكم عقوبة الإعدام، لأن صفقة الإقرار بالذنب تم التوصل إليها مع ضمان عدم السعي إليها؛ بموجب القانون، واجه لوغنر حكمًا إلزاميًا بالسجن مدى الحياة دون إمكانية الإفراج المشروط. وقد وافق على الإقرار بالذنب كل من النائبة الأمريكية السابقة غابرييل جيفوردز وزوجها رائد الفضاء المتقاعد من وكالة ناسا مارك كيلي، والنائب الأمريكي رون باربر، وهو مساعد سابق للسيدة جيفوردز أصيب برصاصة في الهجوم، والمدعي العام الأمريكي إريك هولدر، والمدعي العام الأمريكي لولاية أريزونا جون إس ليوناردو. وقد عُرض الإقرار بالذنب وتم قبوله بعد التشاور معهم ومع أسر الضحايا الآخرين.
من خلال الإقرار بالذنب في الصفقة، تنازل لوغنر تلقائيًا عن حقه في أي استئنافات أخرى ولم يتمكن لاحقًا من تغيير إقراره إلى إقرار بالجنون. يجب على لوغنر دفع تعويض قدره 19 مليون دولار، مليون دولار لكل من الضحايا. كما تنازل عن الأسلحة التي استخدمها في الحادث، وأي أموال حصل عليها من جهوده لبيع قصته. أجاب لوغنر أنه فهم كل تهمة، ووقع بالأحرف الأولى من اسمه بعد كل صفحة من الاتفاقية ووقع باسمه عليها، بتاريخ 6 أغسطس.
في 8 نوفمبر 2012، مثل لوغنر أمام قاضي المحكمة الجزئية الأمريكية لاري ألان بورنس بيرنز في محكمة في توسان. وحُكم عليه بقضاء سبع فترات متتالية من السجن مدى الحياة بالإضافة إلى 140 عامًا في السجن دون إفراج مشروط. وعلى الرغم من إدانته وحُكم عليه في محكمة فيدرالية، لا يزال هناك احتمال لمحاكمة لوغنر بتهمة القتل وجرائم أخرى في محكمة أريزونا. أعلنت المدعية العامة لمقاطعة بيما باربرا لاوال في وقت لاحق من بعد ظهر ذلك اليوم أنها لن تقاضي جاريد لوغنر نيابة عن ولاية أريزونا. وأوضحت لاوال أن قرارها سيوفر للضحايا وعائلاتهم، وكذلك المجتمع في توسان ومقاطعة بيما، فرصة للمضي قدمًا في حياتهم. وقالت إنه بعد التحدث والتشاور شخصيًا مع كل من الضحايا الناجين وأفراد أسر القتلى، كان من الواضح أنهم لن يستفيدوا من مقاضاة الولاية. أخبر الضحايا الناجون وأفراد الأسرة لاوال أنهم «راضون تمامًا عن الملاحقة القضائية الفيدرالية»، وأن «العدالة تحققت»، وأن الحكم الفيدرالي «شديد بشكل مناسب».
اعتبارًا من 2015، يقضي لوغنر حكمه بالسجن مدى الحياة في المركز الطبي الفيدرالي في روتشستر بولاية مينيسوتا، وهو سجن للسجناء الذين يعانون من مشاكل صحية متخصصة.

## وصلات خارجية
- United States of America v. Jared Lee Loughner. U.S. District Court of Arizona. January 9, 2011.
  - Designation of a District Judge[وصلة مكسورة]. U.S. Ninth Circuit Court of Appeals. January 12, 2011.
  - Indictment. U.S. District Court of Arizona. January 19, 2011.
- "For Publication United States Court of Appeals for the Ninth Circuit United States of America vs. Jared Lee Loughner." (Archive)
- "Pima Community College Statement on Today's Tragic Events." (Archive) Pima Community College. January 8, 2011.
- Jared Loughner documents collection, Arizona Daily Star
- Tucson Shooting Documents, Arizona Daily Star (March 27, 2013)